# Non Zero Sumness
Non Zero Sumness — дебютный альбом итальянской группы Planet Funk, вышедший в 2002 году.

## Об альбоме
Запись Non Zero Sumness проводилась на студии «Sun Recording Studios» в Неаполе.

## Список композиций
1. Where Is The Max — 4:40
2. Chase The Sun — 3:53
3. All Man’s Land — 5:32
4. The Switch — 4:41
5. Inside All The People — 4:57
6. Under The Rain — 6:23
7. Paraffin — 4:30
8. Piano Piano — 2:31
9. Tightrope Artist — 5:16
10. Who Said (Stuck in the UK) — 3:45
11. The Waltz — 14:27
  - The Waltz — 6:30
  - Rosa Blu (скрытый трек) — 7:20

## Синглы
- Chase The Sun (2000)
- Inside All The People (2001)
- Who Said (Stuck In The UK) (2002)
- The Switch (2003)
- Paraffin (2003)

## Чарты
| Страна | Наивысшее место |
| ------ | --------------- |
| Италия | 15              |

## Участники записи
Члены Planet Funk:
- Серджио Делла Моника — клавишные, гитары
- Алекс Нери — клавишные, деки
- Доменико Джи-Джи Кану — гитары, клавишные, бас
- Марко Барони — клавишные, гитары
- Алессандро Соммелла — гитары, бас

Приглашённые вокалисты:
- Дэн Блэк — вокал в композициях 4, 5, 7, 10
- Салли Доэрти — вокал в композициях 3, 6, 11; флейта в композиции 3
- Оли Кокко — вокал в композиции 2
- Рэйз — вокал в композиции 9